# Heresiarches rufus
Heresiarches rufus är en stekelart som först beskrevs av Cameron 1902.  Heresiarches rufus ingår i släktet Heresiarches och familjen brokparasitsteklar. Inga underarter finns listade i Catalogue of Life.